# جرجاشی‌ها
جرجاشی‌ها یا گیرگاشی‌ها (به انگلیسی: Girgashites) (به عبری: גִּרְגָּשִׁי)، یکی از قبایلی هستند که به سرزمین کنعان حمله کرده بودند همان‌طور که در پیدایش ۱۵:۲۱ ذکر شده‌است. گیرگاشی‌ها به عنوان پنجمین گروه قومی که از کنعان برخاستند نیز شناخته می‌شوند (پیدایش ۱۰:۱۶؛ اول تواریخ ۱:۱۴).
در روایت جنگ‌های فتوحات به آنها اشاره شده است و محل آنها ذکر نشده است، یوشع آنها را در میان مردمانی که بنی اسرائیل خلع ید کرده بودند نام می برد.